# Гладенька акула чорноплямиста
Гладенька акула чорноплямиста (Mustelus punctulatus) — акула з роду Гладенька акула родини Куницеві акули. Інша назва «середземноморська куницева акула».

## Опис
Загальна довжина досягає 1,5 м, в середньому має 70-95 см завдовжки. Голова невелика. Морда вузька, округла. Очі відносно великі, овальні, з мигальною перетинкою. За ними розташовані невеличкі бризкальця. Ніздрі з носовими клапанами. Рот помірно маленький, сильно зігнутий дугою. Зуби дрібні, з 1 притупленою верхівкою. Вони численні, розташовані у декілька рядків. У неї 5 пар зябрових щілин. Тулуб обтічний. Грудні помірного розміру, широкі, трикутні. Має 2 спинних плавця, з яких передній майже у 2 рази більше за задній. Передній спинний плавець розташовано позаду грудних плавців. Задній починається перед анальним плавцем і закінчується навпроти нього. Черевні та анальний плавець маленькі. Хвостовий плавець гетероцеркальний, верхня лопать має верхній виріз, що утворює характерний «вимпел».
Забарвлення спини сіро-коричневе. На спині та боках є чорні плямочки. Задні крайки спинних плавців темніше за загальний фон. Черево має білий колір.

## Спосіб життя
Тримається на глибинах від поверхні до 250 м, зазвичай до 200 м, на континентальному шельфі. Полює переважно біля дна. Живиться крабами, креветками, іншими ракоподібними, а також дрібною костистою рибою.
Це живородна акула. Народжені акуленята становлять 30 см.

## Розповсюдження
Мешкає переважно у Середземному морі (звідси походить її назва), а також у відкритій Атлантиці — біля Марокко і Західної Сахари. Ареал охоплює простір між 45° та 20° півн широти.